# Tokyo Monochrome Factory Records
Tokyo Monochrome Factory Records（トウキョウ・モノクローム・ファクトリー・レコーズ）は、日本のヴィジュアル系インディーズ音楽プロダクションである。通称・略称はTMF Records、TMFR。

## 概要
C4のTOKI、元JILSのYUKIYAが中心となって2007年に設立された。自社レーベルを持つ。
設立当初は下記のレーベルの他、七戸阿希人のプロデュースする極楽レコード、一朗のプロデュースするLUCIFER、SHUNSUKEのプロデュースする東京ニュータイプが存在したが、独立や移籍、引退に伴い、4レーベルはTokyo Monochrome Factory Records内から消滅した。

## レーベル

### Kränze Recording Factory
YUKIYAがプロデュースするレーベル。Kreisの後身である。

#### 所属アーティスト
- Kαin[2]
- LOGIQ[2]
- the bullet[2]

### MODERN BEAT
ENDLESSのSHIGEがプロデュースするレーベル。ENDLESSが所属する。
「MODERN BEAT」の名は、ENDLESSの『Frontier』リリース時からKreis内に存在する。

### FORBIDDEN FRUIT
SANAが所属、プロデュースするレーベル。